# Корнилов, Аркадий Борисович
Арка́дий Бори́сович Корни́лов (род. 20 декабря 1963) — советский легкоатлет, специалист по бегу на короткие дистанции. Выступал за сборную СССР по лёгкой атлетике в 1980-х годах, обладатель бронзовой медали чемпионата Европы, победитель и призёр первенств всесоюзного значения, участник чемпионата мира в Риме.

## Биография
Аркадий Корнилов родился 20 декабря 1963 года. Занимался лёгкой атлетикой в Ленинграде, представлял Профсоюзы.
Впервые заявил о себе на всесоюзном уровне в сезоне 1984 года, когда на чемпионате СССР в Донецке стал серебряным призёром в индивидуальном беге на 100 метров и в эстафете 4 × 400 метров.
В 1986 году в дисциплине 400 метров взял бронзу на зимнем чемпионате СССР в Москве, получил серебро на летнем чемпионате СССР в Киеве. В эстафете 4 × 400 метров выиграл бронзовую медаль на чемпионате Европы в Штутгарте и серебряную медаль на Спартакиаде народов СССР в Ташкенте.
В 1987 году в беге на 400 метров завоевал серебряную награду на зимнем чемпионате СССР в Пензе, был третьим на Мемориале братьев Знаменских в Москве. Принимал участие в чемпионате мира в Риме — вместе со своими соотечественниками Евгением Ломтевым, Владимиром Просиным и Александром Курочкиным благополучно вышел в финал эстафеты 4 × 400 метров, но в решающем забеге их команда не финишировала. На Кубке Европы в Праге занял четвёртое место в эстафете.
В 1988 году в 400-метровой дисциплине одержал победу на Мемориале братьев Знаменских в Ленинграде.
Будучи студентом, в 1989 году Корнилов представлял Советский Союз на Универсиаде в Дуйсбурге, где дошёл до полуфинала в индивидуальном беге на 400 метров и занял четвёртое место в эстафете 4 × 400 метров.
Завершил спортивную карьеру по окончании сезона 1990 года.